# Roman Mega
Roman Mega (ur. 27 października 1970 w Bratysławie) – słowacki hokeista, reprezentant Słowacji.
Obecnie trener bramkarzy w klubie HK 95 Považská Bystrica.

## Kariera
- Slovan Bratysława (1990–1997)
- MHk 32 Liptovský Mikuláš (1997–1998)
- Podhale Nowy Targ (1998–1999)
- Stoczniowiec Gdańsk (1999–2000)
- Alba Volán Székesfehérvár (2000–2002)
- Vojvodina Nowy Sad (2002–2003)
- Olimpija Lublana (2003–2004)
- HK Trnava (2004–2006)

W reprezentacji Słowacji rozegrał 4 spotkania. Razem z reprezentacją wziął udział w Pucharze Świata w 1996 roku.

## Sukcesy
- Mistrzostwo Węgier: 2001 z Albą Volán Székesfehérvár
- Mistrzostwo Słowenii: 2004 z Olimpiją Lublana